# Khvoīndīzaj
Khvoīndīzaj (persiska: خویندیزج, Khow’īn Dīzaj) är en ort i Iran.   Den ligger i provinsen Östazarbaijan, i den nordvästra delen av landet, 500 km nordväst om huvudstaden Teheran. Khvoīndīzaj ligger 2 117 meter över havet och antalet invånare är 275.
Terrängen runt Khvoīndīzaj är kuperad, och sluttar söderut. Runt Khvoīndīzaj är det ganska glesbefolkat, med 27 invånare per kvadratkilometer. Närmaste större samhälle är Masqarān, 6,4 km sydost om Khvoīndīzaj. Trakten runt Khvoīndīzaj består i huvudsak av gräsmarker.